# Monte Terza Media
Il Monte Terza Media (2434 m.s.l.m..) appartiene al Gruppo delle Terze, nell'alto Cadore, tra i comuni di Santo Stefano di Cadore e Sappada, tra le Alpi Carniche e le Dolomiti. La cima è unita al Monte Terza Grande da una cresta, chiamata Croda Casara, ben visibile da Sappada. Salirono la vetta per primi Karl Diener e A. Holzhevsen l'11 settembre 1889.